# Zeragaber Gebrehiwot
Zeragaber Gebrehiwot (amharisch ዘርጋብር ገብረህይወት; * 12. Mai 1956) ist ein ehemaliger äthiopischer Radrennfahrer.

## Sportliche Laufbahn
Gebrehiwot war Teilnehmer der Olympischen Sommerspiele 1980 in Moskau. Das olympische Straßenrennen beendete er nicht. Er war der einzige Vertreter seines Landes im Einzelrennen. Über sein weiteres Leben und seine sportlichen Erfolge ist nichts bekannt.